# Adrian Mariappa
Adrian Joseph Mariappa (Harrow, Inglaterra, Reino Unido, 3 de octubre de 1986) es un futbolista jamaicano que juega de defensa en el Wealdstone F. C. de la National League.

## Selección nacional
Es internacional con la selección de fútbol de Jamaica, ha jugado 72 partidos internacionales y marcado un gol.

### Participaciones con la selección nacional
| Competición   | Categoría | Sede                    | Resultado  |
| ------------- | --------- | ----------------------- | ---------- |
| Copa Oro 2015 | Absoluta  | Estados Unidos · Canadá | Subcampeón |

## Clubes
| Club                 | País       | Año       |
| -------------------- | ---------- | --------- |
| Watford F. C.        | Inglaterra | 2005-2012 |
| Reading F. C.        | Inglaterra | 2012-2013 |
| Crystal Palace F. C. | Inglaterra | 2013-2016 |
| Watford F. C.        | Inglaterra | 2016-2020 |
| Bristol City F. C.   | Inglaterra | 2020-2021 |
| Macarthur F. C.      | Australia  | 2021-2022 |
| Burton Albion F. C.  | Inglaterra | 2022-2023 |
| Salford City F. C.   | Inglaterra | 2023-2024 |
| Wealdstone F. C.     | Inglaterra | 2024-     |